# Église de la Conversion de saint Paul de Mont-sur-Marchienne
Pour les articles homonymes, voir Église Saint-Paul.
L'église de la Conversion de saint Paul est un édifice religieux classé situé à Mont-sur-Marchienne, section de la ville belge de Charleroi, dans la province de Hainaut.